# Pianosonate nr. 5 (Weinberg)
Mieczysław Weinberg schreef aan zijn Pianosonate nr. 5 van 11 oktober tot 21 november 1956.
De sonate kent de driedelige opzet snel-langzaam-snel in de volgende delen:
- allegro
- Andante
- Allegretto

Opvallend is dat de sonate begint met een relatief lange passacaglia van 603 maten, aldus David Fanning, de biograaf van Weinberg en zijn muziek. Hij was tevens van mening, dat Weinbergs vijfde pianosonate beïnvloed was door de 24 Preludes en fuga's van Weinbergs muzikale vriend Dmitri Sjostakovitsj, een standaardwerk binnen de Russische pianoliteratuur.
Op 9 november 1958 vond de eerste uitvoering van dit werk plaats door Leonid Brumberg, pianist en docent aan het Gnesin Instituut. Dat het werk twee jaar moest wachten op een uitvoering lag aan het feit dat Weinberg soms overhoop lag met de Sovjetautoriteiten, overigens net als Sjostakovitsj en Brumberg. Die laatste zou Rusland uiteindelijk ontvluchten.   